# W63
A W63 foi desenhada em uma competição entre o Laboratório Nacional Lawrence Livermore e os Laboratório Nacional Los Alamos para desenhar a ogiva tática para o míssil superfície-superfície do exército.
Em julho de 1964 ambos os laboratórios começaram a desenvolver as suas armas. O desenho de Los Alamos, W64 foi cancelado em setembro de 1964 em favor da W63. Em novembro de 1966 a W63 foi cancelada em favor da W70.